# La Guijarrosa
La Guijarrosa er en by og kommune i det sydlige Spanien i provinsen Córdoba. Den har et indbyggertal på 1.333 (2024) indbyggere.